# Colpo
Colpo (Kolpoù trong tiếng Bretagne) là một xã ở tỉnh Morbihan trong vùng Bretagne tây bắc Pháp. Xã này có diện tích 26,48 km², dân số năm 1999 là 1809 người. Khu vực này có độ cao từ 52-156 mét trên mực nước biển.
Cư dân của Colpo danh xưng trong tiếng Pháp là Colpéens.